# مونایشی
مونایشی (قزاقی: Мұнайшы) یک شهر و منطقه مسکونی در قزاقستان است که در استان مین‌قشلاق واقع شده‌است.